# Druga slovenska nogometna liga 1993-1994
La Druga slovenska nogometna liga 1993-1994 (in lingua italiana: Secondo campionato calcistico sloveno 1993-1994), abbreviata in 2. SNL 1993-1994, fu la terza edizione della seconda serie del campionato di calcio sloveno. 

## Formula
Le 16 squadre partecipanti disputarono un girone all'italiana con gare di andata e ritorno (30 giornate totali) al termine delle quali:
- Le prime due furono promosse in Prva slovenska nogometna liga 1994-1995
- Le ultime due furono retrocesse in Tretja slovenska nogometna liga 1994-1995

## Squadre partecipanti
Cambi nome:
- NK ISS Zeljeznicar Maribor → NK Štajerska Pivovarna
- NK Avto Bum Kocevje → NK GAJ Kocevje
- NK SET Vevce Ljubljana → NK Slavija Vevce Ljubljana
- NK Domzale → NK Napredak Domzale

| Squadra                | Città             | Stadio               | Stagione 1992-93 | Stagione 1992-93 |
| Squadra                | Città             | Stadio               | Pos.             | Divisione        |
| ---------------------- | ----------------- | -------------------- | ---------------- | ---------------- |
| Elektroelement Zagorje | Zagorje ob Savi   | Mestni stadion       | 15°              | 1. SNL           |
| Steklar                | Rogaška Slatina   | Mestni stadion       | 16°              | 1. SNL           |
| Štajerska Pivovarna    | Maribor           | Športni Park Tabor   | 17°              | 1. SNL           |
| Nafta                  | Lendava           | Športni park Lendava | 18°              | 1. SNL           |
| GAJ Kočevje            | Kočevje           | Stadion Gaj          | 3°               | 2. SNL           |
| Oria Rudar Trbovlje    | Trbovlje          | Rudar Stadion        | 4°               | 2. SNL           |
| Jelen Triglav Kranj    | Kranj             | ŠC Stanko Mlakar     | 5°               | 2. SNL           |
| Gramatex Turnišče      | Turnišče          | Stadion Turnišče     | 6°               | 2. SNL           |
| Slavija Vevče          | Vevče, Lubiana    | Stadion Slavija      | 7°               | 2. SNL           |
| Napredak Domžale       | Domžale           | Športni park Domžale | 8°               | 2. SNL           |
| ERA Šmartno            | Šmartno ob Paki   | Stadion Šmartno      | 9°               | 2. SNL           |
| Loka Medvode           | Medvode           | Stadion ob Sori      | 10°              | 2. SNL           |
| Korotan                | Prevalje          | Stadion na Prevaljah | 11°              | 2. SNL           |
| Dravinja               | Slovenske Konjice | Stadion Dobrava      | 12°              | 2. SNL           |
| Piran                  | Pirano            | Stadion pod obzidjem | 1°               | 3. SNL Ovest     |
| Beltrans Veržej        | Veržej            | Stadion Čistina      | 1°               | 3. SNL Est       |

## Classifica
|                  | Pos. | Squadra                 | Pt | G  | V  | N  | P  | GF | GS | DR  |
| ---------------- | ---- | ----------------------- | -- | -- | -- | -- | -- | -- | -- | --- |
|                  | 1.   | Kočevje                 | 47 | 30 | 21 | 5  | 4  | 63 | 15 | +48 |
|                  | 2.   | Korotan Prevalje        | 44 | 30 | 19 | 6  | 5  | 67 | 29 | +38 |
|                  | 3.   | Turnišče                | 44 | 30 | 19 | 6  | 5  | 40 | 29 | +11 |
|                  | 4.   | Nafta                   | 40 | 30 | 18 | 4  | 8  | 55 | 27 | +28 |
|                  | 5.   | Veržej                  | 33 | 30 | 15 | 3  | 12 | 56 | 41 | +14 |
|                  | 6.   | Šmartno ob Paki         | 31 | 30 | 11 | 9  | 10 | 52 | 38 | +14 |
|                  | 7.   | Steklar                 | 31 | 30 | 11 | 9  | 10 | 43 | 35 | +8  |
|                  | 8.   | Piran                   | 31 | 30 | 12 | 7  | 11 | 39 | 36 | +3  |
|                  | 9.   | Zagorje                 | 31 | 30 | 12 | 7  | 11 | 50 | 55 | −5  |
|                  | 10.  | Dravinja                | 29 | 30 | 11 | 7  | 12 | 40 | 34 | +6  |
|                  | 11.  | Slavija Vevče           | 26 | 30 | 8  | 10 | 12 | 41 | 44 | −3  |
|                  | 12.  | Domžale                 | 25 | 30 | 6  | 13 | 11 | 28 | 45 | −17 |
|                  | 13.  | Železničar Maribor (−1) | 24 | 30 | 10 | 5  | 15 | 36 | 50 | −14 |
|                  | 14.  | Rudar Trbovlje (−1)     | 20 | 30 | 7  | 7  | 16 | 34 | 60 | −25 |
|                  | 15.  | Triglav                 | 16 | 30 | 3  | 10 | 17 | 24 | 72 | −48 |
|                  | 16.  | Medvode                 | 6  | 30 | 0  | 6  | 24 | 14 | 91 | −77 |
| Fonte: rsssf.org |      |                         |    |    |    |    |    |    |    |     |

Legenda:
      Promosso in 1. SNL 1994-1995.
      Retrocesso in 3. SNL 1994-1995.
      Escluso dal campionato.
Regolamento:
Due punti a vittoria, uno a pareggio, zero a sconfitta.
In caso di arrivo di due o più squadre a pari punti, la graduatoria viene stilata secondo la classifica avulsa tra le squadre interessate (= scontri diretti).